# CPU Intel
CPU Intel là các loại CPU do hãng Intel thiết kế và sản xuất.

## Lịch sử CPU Intel

### Bộ xử lý 4-bit
4004 là bộ vi xử lý đầu tiên được Intel giới thiệu vào tháng 11 năm 1971, sử dụng trong máy tính của Busicom. 4004 có tốc độ xử lý là 108 kHz, khả năng xử lý 0,06 triệu lệnh mỗi giây (million instructions per second - MIPS); được sản xuất trên công nghệ 10 µm, có 2.300 transistor, bộ nhớ mở rộng đến 640 byte.
Phiên bản cải tiến của 4004 là 4040, được giới thiệu vào năm 1974. Nó có 3.000 transistor, tốc độ xử lý từ 500 KHz đến 740KHz.

### Bộ xử lý 8-bit
8008 (năm 1972) được sử dụng trong thiết bị đầu cuối Datapoint 2200 của Computer Terminal Corporation (CTC). 8008 có tốc độ là  200 kHz, sản xuất trên công nghệ 10 µm, với 3.500 transistor, bộ nhớ mở rộng đến 16KB.
8080 (năm 1974) sử dụng trong máy tính Altair 8800, có tốc độ gấp 10 lần 8008 (2 MHz), sản xuất trên công nghệ 6 µm, khả năng xử lý 0,64 MIPS với 6.000 transistor, có 8 bit bus dữ liệu và 16 bit bus địa chỉ, bộ nhớ mở rộng tới 64KB.
8085 (năm 1976) sử dụng trong Toledo scale và những thiết bị điều khiển ngoại vi. 8085 có tốc độ 2 MHz, sản xuất trên công nghệ 3 µm, với 6.500 transistor, có 8 bit bus dữ liệu và 16 bit bus địa chỉ, bộ nhớ mở rộng 64KB.

### Bộ xử lý 16-bit
8086 xuất hiện tháng 6 năm 1978, sử dụng trong những thiết bị tính toán di động. 8086 được sản xuất trên công nghệ 3 µm, với 29.000 transistor, có 16 bit bus dữ liệu và 20 bit bus địa chỉ, bộ nhớ mở rộng 1MB. Các phiên bản của 8086 gồm 5, 8 và 10 MHz.
8088 trình làng vào tháng 6 năm 1979, là BXL được IBM chọn đưa vào chiếc máy tính (PC) đầu tiên của mình; điều này cũng giúp Intel trở thành nhà sản xuất BXL máy tính lớn nhất trên thế giới. 8088 giống hệt 8086 nhưng có khả năng quản lý địa chỉ dòng lệnh. 8088 cũng sử dụng công nghệ 3 µm, 29.000 transistor, kiến trúc 16 bit bên trong và 8 bit bus dữ liệu ngoài, 20 bit bus địa chỉ, bộ nhớ mở rộng tới 1MB. Các phiên bản của 8088 gồm 5 MHz và 8 MHz.
80186 (năm 1982) còn gọi là iAPX 186. Sử dụng chủ yếu trong những ứng dụng nhúng, bộ điều khiển thiết bị đầu cuối. Các phiên bản của 80186 gồm 10 và 12 MHz.
80286 (năm 1982) được biết đến với tên gọi 286, là BXL đầu tiên của Intel có thể chạy được tất cả ứng dụng viết cho các BXL trước đó, được dùng trong PC của IBM và các PC tương thích. 286 có 2 chế độ hoạt động: chế độ thực (real mode) với chương trình DOS theo chế độ mô phỏng 8086 và không thể sử dụng quá 1 MB RAM; chế độ bảo vệ (protect mode) gia tăng tính năng của bộ vi xử lý, có thể truy xuất đến 16 MB bộ nhớ.
286 sử dụng công nghệ 1,5 µm, 134.000 transistor, bộ nhớ mở rộng tới 16 MB. Các phiên bản của 286 gồm 6, 8, 10, 12,5, 16, 20 và 25 MHz.

### Bộ xử lý 32-bit

#### Intel 386
Intel386 gồm các họ 386DX, 386SX và 386SL. Intel386DX là BXL 32 bit đầu tiên Intel giới thiệu vào năm 1985, được dùng trong các PC của IBM và PC tương thích. Intel386 là một bước nhảy vọt so với các BXL trước đó. Đây là BXL 32 bit có khả năng xử lý đa nhiệm, nó có thể chạy nhiều chương trình khác nhau cùng một thời điểm. 386 sử dụng các thanh ghi 32 bit, có thể truyền 32 bit dữ liệu cùng lúc trên bus dữ liệu và dùng 32 bit để xác định địa chỉ. Cũng như BXL 80286, 80386 hoạt động ở 2 chế độ: real mode và protect mode.
386DX sử dụng công nghệ 1,5 µm, 275.000 transistor, bộ nhớ mở rộng tới 4GB. Các phiên bản của 386DX gồm 16, 20, 25 và 33 MHz (công nghệ 1 µm).
386SX (năm1988) sử dụng công nghệ 1,5 µm, 275.000 transistor, kiến trúc 32 bit bên trong, 16 bit bus dữ liệu ngoài, 24 bit bus địa chỉ, bộ nhớ mở rộng 16MB; gồm các phiên bản 16, 20, 25 và 33 MHz.
386SL (năm1990) được thiết kế cho thiết bị di động, sử dụng công nghệ 1 µm, 855.000 transistor, bộ nhớ mở rộng 4GB; gồm các phiên bản 16, 20, 25 MHz.
486DX ra đời năm 1989 với cấu trúc bus dữ liệu 32 bit. 486DX có bộ nhớ sơ cấp (L1 cache) 8 KB để giảm thời gian chờ dữ liệu từ bộ nhớ đưa đến, bộ đồng xử lý toán học được tích hợp bên trong. Ngoài ra, 486DX được thiết kế hàng lệnh (pipeline), có thể xử lý một chỉ lệnh trong một xung nhịp.

#### Intel 486
486DX sử dụng công nghệ 1 µm, 1,2 triệu transistor, bộ nhớ mở rộng 4GB; gồm các phiên bản 25 MHz, 35 MHz và 50 MHz (0,8 µm).
486SX (năm 1991) dùng trong dòng máy tính cấp thấp, có thiết kế giống hệ 486DX nhưng không tích hợp bộ đồng xử lý toán học. 486DX sử dụng công nghệ 1 µm (1,2 triệu transistor) và 0,8 µm (0,9 triệu transistor), bộ nhớ mở rộng 4GB; gồm các phiên bản 16, 20, 25, 33 MHz.
486SL (năm 1992) là BXL đầu tiên dành cho máy tính xách tay (MTXT), sử dụng công nghệ 0,8 µm, 1,4 triệu transistor, bộ nhớ mở rộng 4GB; gồm các phiên bản 20, 25 và 33 MHz.
Intel Pentium, BXL thế hệ kế tiếp 486 ra đời năm 1993. Cải tiến lớn nhất của Pentium là thiết kế hai hàng lệnh (pipeline), dữ liệu bên trong có khả năng thực hiện hai chỉ lệnh trong một chu kỳ, do đó Pentium có thể xử lý chỉ lệnh nhiều gấp đôi so với 80486 DX trong cùng thời gian. Bộ nhớ sơ cấp 16KB gồm 8 KB chứa dữ liệu và 8 KB khác để chứa lệnh. Bộ đồng xử lý toán học được cải tiến giúp tăng khả năng tính toán đối với các trình ứng dụng.

#### Intel Pentium
Pentium sử dụng công nghệ 0,8 µm chứa 3,1 triệu transistor, có các tốc độ 60, 66 MHz (socket 4 273 chân, PGA). Các phiên bản 75, 90, 100, 120 MHz sử dụng công nghệ 0,6 µm chứa 3,3 triệu transistor (socket 7, PGA). Phiên bản 133, 150, 166, 200 sử dụng công nghệ 0,35 µm chứa 3,3 triệu transistor (socket 7, PGA)
Pentium MMX (năm 1996), phiên bản cải tiến của Pentium với công nghệ MMX được Intel phát triển để đáp ứng nhu cầu về ứng dụng đa phương tiện và truyền thông. MMX kết hợp với SIMD (Single Instruction Multiple Data) cho phép xử lý nhiều dữ liệu trong cùng chỉ lệnh, làm tăng khả năng xử lý trong các tác vụ đồ họa, đa phương tiện.
Pentium MMX sử dụng công nghệ 0,35 µm chứa 4,5 triệu transistor, có các tốc độ 166, 200, 233 MHz (Socket 7, PGA).
Pentium Pro. Nối tiếp sự thành công của dòng Pentium, Pentium Pro được Intel giới thiệu vào tháng 9 năm 1995, sử dụng công nghệ 0,6 và 0,35 µm chứa 5,5 triệu transistor, socket 8 387 chân, Dual SPGA, hỗ trợ bộ nhớ RAM tối đa 4GB. Điểm nổi bật của Pentium Pro là bus hệ thống 60 hoặc 66 MHz, bộ nhớ đệm L2 (cache L2) 256KB hoặc 512KB (trong một số phiên bản).
Pentium Pro có các tốc độ 150, 166, 180, 200 MHz.
Pentium II (năm 1997), phiên bản cải tiến từ Pentium Pro được sử dụng trong những dòng máy tính cao cấp, máy trạm (workstation) hoặc máy chủ (server). Pentium II có bộ nhớ đệm L1 32KB, L2 512KB, tích hợp công nghệ MMX được cải tiến giúp việc xử lý dữ liệu video, audio và đồ họa hiệu quả hơn. Pentium II có đế cắm dạng khe - Single-Edge contact (SEC) 242 chân, còn gọi là Slot 1.

#### Bộ xử lý Pentium II
BXL Pentium II đầu tiên, tên mã Klamath, sản xuất trên công nghệ 0,35 µm, có 7,5 triệu transistor, bus hệ thống 66 MHz, gồm các phiên bản 233, 266, 300 MHz.
Pentium II, tên mã Deschutes, sử dụng công nghệ 0,25 µm, 7,5 triệu transistor, gồm các phiên bản 333 MHz (bus hệ thống 66 MHz), 350, 400, 450 MHz (bus hệ thống 100 MHz).
Celeron (năm 1998) được "rút gọn" từ kiến trúc BXL Pentium II, dành cho dòng máy cấp thấp. Phiên bản đầu tiên, tên mã Covington không có bộ nhớ đệm L2 nên tốc độ xử lý khá chậm, không gây được ấn tượng với người dùng. Phiên bản sau, tên mã Mendocino, đã khắc phục khuyết điểm này với bộ nhớ đệm L2 128KB.
Covington sử dụng công nghệ 0,25 µm, 7,5 triệu transistor, bộ nhớ đệm L1 32KB, bus hệ thống 66 MHz, đế cắm 242 chân Slot 1 SEPP (Single Edge Processor Package), tốc độ 266, 300 MHz.
Mendocino cũng sử dụng công nghệ 0,25 µm có đến 19 triệu transistor, bộ nhớ đệm L1 32KB, L2 128KB, bus hệ thống 66 MHz, đế cắm Slot 1 SEPP hoặc socket 370 PPGA, tốc độ 300, 333, 366, 400, 433, 466, 500, 533 MHz.

#### Bộ xử lý Pentium III
Pentium III (năm 1999) bổ sung 70 lệnh mới (Streaming SIMD Extensions - SSE) giúp tăng hiệu suất hoạt động của BXL trong các tác vụ xử lý hình ảnh, audio, video và nhận dạng giọng nói. Pentium III gồm các tên mã Katmai, Coppermine và Tualatin.
Katmai sử dụng công nghệ 0,25 µm, 9,5 triệu transistor, bộ nhớ đệm L1 32KB, L2 512KB, đế cắm Slot 1 SECC2 (Single Edge Contact cartridge 2), tốc độ 450, 500, 550, 533 và 600 MHz (bus 100 MHz), 533, 600 MHz (bus 133 MHz).
Coppermine sử dụng công nghệ 0,18 µm, 28,1 triệu transistor, bộ nhớ đệm L2 256 KB được tích hợp bên trong nhằm tăng tốc độ xử lý. Đế cắm Slot 1 SECC2 hoặc socket 370 FC-PGA (Flip-chip pin grid array), có các tốc độ như 500, 550, 600, 650, 700, 750, 800, 850 MHz (bus 100 MHz), 533, 600, 667, 733, 800, 866, 933, 1000, 1100 và 1133 MHz (bus 133 MHz).
Tualatin áp dụng công nghệ 0,13 µm có 28,1 triệu transistor, bộ nhớ đệm L1 32KB, L2 256 KB hoặc 512 KB tích hợp bên trong BXL, socket 370 FC-PGA (Flip-chip pin grid array), bus hệ thống 133 MHz. Có các tốc độ như 1133, 1200, 1266, 1333, 2900 MHz.
Celeron Coppermine (năm 2000) được "rút gọn" từ kiến trúc BXL Pentium III Coppermine, còn gọi là Celeron II, được bổ sung 70 lệnh SSE. Sử dụng công nghệ 0,18 µm có 28,1 triệu transistor, bộ nhớ đệm L1 32KB, L2 256 KB tích hợp bên trong BXL, socket 370 FC-PGA, Có các tốc độ như 533, 566, 600, 633, 667, 700, 733, 766, 800 MHz (bus 66 MHz), 850, 900, 950, 1000, 1100, 1200, 1300 MHz (bus 1000 MHz).
Tualatin Celeron (Celeron S) (năm 2000) được "rút gọn" từ kiến trúc BXL Pentium III Tualatin, áp dụng công nghệ 0,13 µm, bộ nhớ đệm L1 32KB, L2 256 KB tích hợp, socket 370 FC-PGA, bus hệ thống 100 MHz, gồm các tốc độ 1,0, 1,1, 1,2, 1,3 và 2,9 GHz.

#### Bộ xử lý Pentium 4
Intel Pentium 4 (P4) là BXL thế hệ thứ 7 dòng x86 phổ thông, được giới thiệu vào tháng 11 năm 2000. P4 sử dụng vi kiến trúc NetBurst có thiết kế hoàn toàn mới so với các BXL cũ (PII, PIII và Celeron sử dụng vi kiến trúc P6). Một số công nghệ nổi bật được áp dụng trong vi kiến trúc NetBurst như Hyper Pipelined Technology mở rộng số hàng lệnh xử lý, Execution Trace Cache tránh tình trạng lệnh bị chậm trễ khi chuyển từ bộ nhớ đến CPU, Rapid Execution Engine tăng tốc bộ đồng xử lý toán học, bus hệ thống (system bus) 400 MHz và 533 MHz; các công nghệ Advanced Transfer Cache, Advanced Dynamic Execution, Enhanced Floating point và Multimedia Unit, Streaming SIMD Extensions 2 (SSE2) cũng được cải tiến nhằm tạo ra những BXL tốc độ cao hơn, khả năng tính toán mạnh hơn, xử lý đa phương tiện tốt hơn. Tham khảo thêm thông tin trong bài viết "Pentium 4 trên đường định hình" (TGVT A, số 1/2001, Tr.54)
Pentium 4 đầu tiên (tên mã Willamette) xuất hiện cuối năm 2000 đặt dấu chấm hết cho "triều đại" Pentium III. Willamette sản xuất trên công nghệ 0,18 µm, có 42 triệu transistor (nhiều hơn gần 50% so với Pentium III), bus hệ thống (system bus) 400 MHz, bộ nhớ đệm tích hợp L2 256 KB, socket 423 và 478. P4 Willamette có một số tốc độ như 1,3, 1,4, 1,5, 1,6, 1,7, 1,8, 1,9, 2,0 GHz.
- - Socket 423 chỉ xuất hiện trong khoảng thời gian rất ngắn, từ tháng 11 năm 2000 đến tháng 8 năm 2001 và bị thay thế bởi socket 478.
  - Xung thực (FSB) của Pentium 4 là 100 MHz nhưng với công nghệ Quad Data Rate cho phép BXL truyền 4 bit dữ liệu trong 1 chu kỳ, nên bus hệ thống của BXL là 400 MHz.

P4 Northwood. Xuất hiện vào tháng 1 năm 2002, được sản xuất trên công nghệ 0,13 µm, có khoảng 55 triệu transistor, bộ nhớ đệm tích hợp L2 512 KB, socket 478. Northwood có 3 dòng gồm Northwood A (system bus 400 MHz), tốc độ 1,6, 1,8, 2,0, 2,2, 2,4, 2,5, 2,6 và 2,8 GHz. Northwood B (system bus 533 MHz), tốc độ 2,26, 2,4, 2,53, 2,66, 2,8 và 3,06 GHz (riêng 3,06 GHz có hỗ trợ công nghệ siêu phân luồng Hyper Threading - HT). Northwood C (system bus 800 MHz, tất cả hỗ trợ HT), gồm 2,4, 2,6, 2,8, 3,0, 3,2, 3,4 GHz.
P4 Prescott (năm 2004). Là BXL đầu tiên Intel sản xuất theo công nghệ 90 nm, kích thước vi mạch giảm 50% so với P4 Willamette. Điều này cho phép tích hợp nhiều transistor hơn trên cùng kích thước (125 triệu transistor so với 55 triệu transistor của P4 Northwood), tốc độ chuyển đổi của transistor nhanh hơn, tăng khả năng xử lý, tính toán. Dung lượng bộ nhớ đệm tích hợp L2 của P4 Prescott gấp đôi so với P4 Northwood (1MB so với 512 KB). Ngoài tập lệnh MMX, SSE, SSE2, Prescott được bổ sung tập lệnh SSE3 giúp các ứng dụng xử lý video và game chạy nhanh hơn. Đây là giai đoạn "giao thời" giữa socket 478 - 775LGA, system bus 533 MHz - 800 MHz và mỗi sản phẩm được đặt tên riêng khiến người dùng càng bối rối khi chọn mua.
Prescott A (FSB 533 MHz) có các tốc độ 2,26, 2,4, 2,66, 2,8 (socket 478), Prescott 505 (2,66 GHz), 505J (2,66 GHz), 506 (2,66 GHz), 511 (2,8 GHz), 515 (2,93 GHz), 515J (2,93 GHz), 516 (2,93 GHz), 519J (3,06 GHz), 519K (3,06 GHz) sử dụng socket 775LGA.
Prescott E, F (năm 2004) có bộ nhớ đệm L2 1 MB (các phiên bản sau được mở rộng 2 MB), bus hệ thống 800 MHz. Ngoài tập lệnh MMX, SSE, SSE2, SSE3 tích hợp, Prescott E, F còn hỗ trợ công nghệ siêu phân luồng, một số phiên bản sau có hỗ trợ tính toán 64 bit.
Dòng sử dụng socket 478 gồm Pentium 4 HT 2.8E (2,8 GHz), 3.0E (3,0 GHz), 3.2E (3,2 GHz), 3.4E (3,4 GHz). Dòng sử dụng socket 775LGA gồm Pentium 4 HT 3.2F, 3.4F, 3.6F, 3.8F với các tốc độ tương ứng từ 3,2 GHz đến 3,8 GHz, Pentium 4 HT 517, 520, 520J, 521, 524, 530, 530J, 531, 540, 540J, 541, 550, 550J, 551, 560, 560J, 561, 570J, 571 với các tốc độ từ 2,8 GHz đến 3,8 GHz.

#### Bộ xử lý Celeron
BXL Celeron được thiết kế với mục tiêu dung hòa giữa công nghệ và giá cả, đáp ứng các yêu cầu phổ thông như truy cập Internet, Email, chat, xử lý các ứng dụng văn phòng. Điểm khác biệt giữa Celeron và Pentium là về công nghệ chế tạo và số lượng Transistor trên một đơn vị.
Celeron Willamette 128 (2002), bản "rút gọn" từ P4 Willamette, sản xuất trên công nghệ 0,18 µm, bộ nhớ đệm L2 128 KB, bus hệ thống 400 MHz, socket 478. Celeron Willamette 128 hỗ trợ tập lệnh MMX, SSE, SSE2. Một số BXL thuộc dòng này như Celeron 1.7 (1,7 GHz) và Celeron 1.8 (1,8 GHz).
Celeron NorthWood 128, "rút gọn" từ P4 Northwood, công nghệ 0,13 µm, bộ nhớ đệm tích hợp L2 128 KB, bus hệ thống 400 MHz, socket 478. Celeron NorthWood 128 cũng hỗ trợ các tập lệnh MMX, SSE, SSE2, gồm Celeron 1.8A, 2.0, 2.1, 2.2, 2.3, 2.4, 2.5, 2.6, 2.7, 2.8 tương ứng với các tốc độ từ 1,8 GHz đến 2,8 GHz.
Celeron D (Presscott 256), được xây dựng từ nền tảng P4 Prescott, sản xuất trên công nghệ 90 nm, bộ nhớ đệm tích hợp L2 256 KB (gấp đôi dòng Celeron NorthWood), bus hệ thống 533 MHz, socket 478 và 775LGA. Ngoài các tập lệnh MMX, SSE, SSE2, Celeron D hỗ trợ tập lệnh SSE3, một số phiên bản sau có hỗ trợ tính toán 64 bit. Celeron D gồm 310, 315, 320, 325, 325J, 326, 330, 330J, 331, 335, 335J, 336, 340, 340J, 341, 345, 345J, 346, 350, 351, 355 với các tốc độ tương ứng từ 2,13 GHz đến 3,33 GHz.

#### Bộ xử lý Pentium 4 Extreme Edition
Pentium 4 Extreme Edition (P4EE) xuất hiện vào tháng 9 năm 2003, là BXL được Intel "ưu ái" dành cho game thủ và người dùng cao cấp. P4EE được xây dựng từ BXL Xeon dành cho máy chủ và trạm làm việc. Ngoài công nghệ HT "đình đám" thời bấy giờ, điểm nổi bật của P4EE là bổ sung bộ nhớ đệm L3 2 MB. Phiên bản đầu tiên của P4 EE (nhân Gallatin) sản xuất trên công nghệ 0,13 µm, bộ nhớ đệm L2 512 KB, L3 2 MB, bus hệ thống 800 MHz, sử dụng socket 478 và 775LGA, gồm P4 EE 3.2 (3,2 GHz), P4 EE 3.4 (3,4 GHz).

### Bộ xử lý 64-bit

#### Bộ xử lý P4 Prescott (năm 2004)
Vi kiến trúc NetBurst 64 bit (Extended Memory 64 Technology - EM64T) đầu tiên được Intel sử dụng trong BXL P4 Prescott (tên mã Prescott 2M). Prescott 2M cũng sử dụng công nghệ 90 nm, bộ nhớ đệm L2 2 MB, bus hệ thống 800 MHz, socket 775LGA. Ngoài các tập lệnh MMX, SSE, SSE2, SSE3, công nghệ HT và khả năng tính toán 64 bit, Prescott 2M (trừ BXL 620) có hỗ trợ công nghệ Enhanced SpeedStep để tối ưu tốc độ làm việc nhằm tiết kiệm điện năng. Các BXL 6x2 có thêm công nghệ ảo hóa (Virtualization Technology). Prescott 2M có một số tốc độ như P4 HT 620 (2,8 GHz), 630 (3,0 GHz), 640 (3,2 GHz), 650 (3,4 GHz), 660, 662 (3,6 GHz) và 670, 672 (3,8 GHz).
Prescott Cedar Mill (năm 2006) hỗ trợ các tập lệnh và tính năng tương tự Prescott 2M nhưng không tích hợp Virtualization Technology. Cedar Mill được sản xuất trên công nghệ 65 nm nên tiêu thụ điện năng thấp hơn, tỏa nhiệt ít hơn các dòng trước, gồm 631 (3,0 GHz), 641 (3,2 GHz), 651 (3,4 GHz) và 661 (3,6 GHz).

#### Bộ xử lý Pentium D (năm 2005)
Pentium D (tên mã Smithfield, 8xx) là BXL lõi kép (dual core) đầu tiên của Intel, ghép hai con Pentium 4 trên 1 đế, khác kiến trúc Core 2 Duo, được cải tiến từ P4 Prescott nên cũng gặp một số hạn chế như hiện tượng thắt cổ chai do băng thông BXL ở mức 800 MHz (400 MHz cho mỗi lõi), điện năng tiêu thụ cao, tỏa nhiều nhiệt. Smithfield được sản xuất trên công nghệ 90 nm, có 230 triệu transistor, bộ nhớ đệm L2 2 MB (2x1 MB, không chia sẻ), bus hệ thống 533 MHz (805) hoặc 800 MHz, socket 775LGA. Ngoài các tập lệnh MMX, SSE, SSE2, SSE3, Smithfield được trang bị tập lệnh mở rộng EMT64 hỗ trợ đánh địa chỉ nhớ 64 bit, công nghệ Enhanced SpeedStep (830, 840). Một số BXL thuộc dòng này như Pentium D 805 (2,66 GHz), 820 (2,8 GHz), 830 (3,0 GHz), 840 (3,2 GHz).
Cùng sử dụng vi kiến trúc NetBurst, Pentium D (mã Presler, 9xx) được Intel thiết kế mới trên công nghệ 65 nm, 376 triệu transistor, bộ nhớ đệm L2 4 MB (2x2 MB), hiệu năng cao hơn, nhiều tính năng mới và ít tốn điện năng hơn Smithfield. Pentium D 915 và 920 tốc độ 2,8 GHz, 925 và 930 (3,0 GHz), 935 và 940 (3,2 GHz), 945 và 950 (3,4 GHz), 960 (3,6 GHz). Presler dòng 9x0 có hỗ trợ Virtualization Technology.

#### Bộ xử lý Pentium Extreme Edition (năm 2005)
BXL lõi kép dành cho game thủ và người dùng cao cấp. Pentium EE sử dụng nhân Smithfield, Presler của Pentium D trong đó Smithfield sử dụng công nghệ 90 nm, bộ nhớ đệm L2 được mở rộng đến 2 MB (2x1 MB), hỗ trợ tập lệnh MMX, SSE, SSE2, SSE3, công nghệ HT, Enhanced Intel SpeedStep Technology (EIST) và EM64T. Pentium 840 EE (3,20 GHz, bus hệ thống 800 MHz, socket 775LGA) là một trong những BXL thuộc dòng này.
Pentium EE Presler sử dụng công nghệ 65 nm, bộ nhớ đệm L2 được mở rộng đến 4 MB (2x2 MB), hỗ trợ tập lệnh MMX, SSE, SSE2, SSE3; công nghệ HT, Enhanced Intel SpeedStep Technology (EIST), EM64T và Virtualization Technology. Một số BXL thuộc dòng này là Pentium EE 955 (3,46 GHz) và Pentium EE 965 (3,73 GHz) có bus hệ thống 1066 MHz, socket 775.

#### Kiến trúc Core (năm 2006 đến nay)
Tại diễn đàn IDF đầu năm 2006, Intel đã giới thiệu kiến trúc Intel Core với năm cải tiến quan trọng là khả năng mở rộng thực thi động (Wide Dynamic Execution), tính năng quản lý điện năng thông minh (Intelligent Power Capability), chia sẻ bộ nhớ đệm linh hoạt (Advanced Smart Cache), truy xuất bộ nhớ thông minh (Smart Memory Access) và tăng tốc phương tiện số tiên tiến (Advanced Digital Media Boost). Những cải tiến này sẽ tạo ra những BXL mạnh hơn, khả năng tính toán nhanh hơn và giảm mức tiêu thụ điện năng, tỏa nhiệt ít hơn so với kiến trúc NetBurst.

##### Bộ xử lý Core 2 Duo
Core 2 Duo (tên mã Conroe) có 291 triệu transistor, công nghệ 65 nm, bộ nhớ đệm L2 4 MB, bus hệ thống 1066 MHz, socket 775LGA. Một số BXL thuộc dòng này: E6600 (2,4 GHz), E6700 (2,66 GHz). Core 2 Duo (tên mã Allendale) E6300 (1,86 GHz), E6400 (2,13 GHz) có 167 triệu transistor, bộ nhớ đệm L2 2MB, bus mặt trước 1066 MHz, socket 775LGA. E4300 (1,8 GHz) xuất hiện năm 2007 có bộ nhớ đệm L2 2 MB, bus 800 MHz, không hỗ trợ Virtualization Technology.

##### Bộ xử lý Core 2 Quad
Core 2 Quad (tên mã Conroe Q) (tháng 1 năm 2007) với đại diên Q6600 2.4 GHz, bộ nhớ đệm L2 đến 8 MB, bus mặt trước 1066 MHz, socket 775 LGA. BXL được tích hợp một "bộ sưu tập" các công nghệ chính hãng hấp dẫn và hiệu quả. Có thể kể đến công nghệ Enhanced Intel SpeedStep giúp điều chỉnh xung nhịp và điện thế phù hợp với yêu cầu hệ thống, hay công nghệ Execute Disable Bit tự động đánh dấu vùng bộ nhớ thực thi/không thực thi trong chương trình nên sẽ hạn chế "chạy" những đoạn mã không hợp lệ, virus. Ngoài ra, một số công nghệ khác cũng nên nói tới như công nghệ ảo hóa giúp tăng hiệu quả của các giải pháp ảo hóa, hay kiến trúc Intel 64 nâng cao hiệu quả cho các ứng dụng 64 bit.
Một số BXL thuộc dòng này:
+ Công nghệ 65 nm: Q6600 (2,4 GHz), Q6700 (2.66 GHz).
+ Công nghệ 45 nm: Q8200 (2.33 GHz), Q8200S (2.33 GHz), Q8300 (2.5 GHz), Q8400 (2.66 GHz), Q9400 (2.66 GHz), Q9550 (2.83 GHz), Q9650 (3.0 GHz),...
Công nghệ 45 nm
Wolfdale là mật danh của nhóm bộ xử lý Penryn 2 nhân. Cũng như các CPU Yorkfield 4 nhân vừa bị hoãn, các bộ xử lý Wolfdale đều được sản xuất theo quy trình công nghệ 45 nm. Ngoài ra, Yorkfield và Wolfdale đều có cùng một khuôn bán dẫn giống hệt nhau. Thực ra Yorkfield gồm hai khuôn Wolfdale Dual-Core được gắn với nhau. Vì thế có thể coi Wolfdale là những viên gạch xây nên gia đình Penryn. Và đây cũng là điểm hấp dẫn nhất của bộ xử lý này. Nhân Wolfdale có diện tích 107mm2 và chứa 410 triệu transistor - một thay đổi đáng kể so với người tiền thân của nó – Conroe 65 nm chỉ có 291 triệu transistor. Vì vậy, nhân Wolfdale không chỉ là một nhân Conroe thu nhỏ nhờ công nghệ sản xuất tiên tiến, mà nó còn bao gồm nhiều tính năng cải tiến ưu việt nhờ các kỹ sư của Intel.
Phần lớn những cải tiến này sẽ giúp tăng tốc độ bộ xử lý. Ưu điểm lớn nhất của Wolfdale là bộ nhớ cache L2 chia sẻ lên đến 6MB. Ngoài ra, Wolfdale còn hỗ trợ cả tập lệnh SSE4.1 bao gồm 47 lệnh mới có khả năng tăng tốc đồ hoạ 3D và xử lý video phục vụ cho việc tối ưu hoá ứng dụng thích hợp. Bộ phận quản lý cũng có một vài thay đổi. Các bộ xử lý Wolfdale được bổ sung thêm đơn vị Fast Radix-16 Divider cho phép tăng tốc phép chia và căn bậc hai. Bộ xử lý mới này còn có hệ thống Super Shuffle Engine có khả năng tăng tốc những lệnh SSE yêu cầu thực thi từng bit một. Tất cả những cải tiến và các tính năng mới trong Wolfdale đảm bảo rằng các bộ xử lý này sẽ hoạt động nhanh hơn CPU Conroe mặc dù có cùng tốc độ xung nhịp. Tuy nhiên, điều này không đồng nghĩa với ưu điểm vượt trội, bởi Wolfdale chỉ là một bước làm mới đơn giản của vi cấu trúc Core. Còn bước nhảy vọt sẽ phải chờ đến khi CPU Intel Nehalem phát hành vào cuối năm 2008. Nhưng điều quan trọng nhất ở các bộ xử lý này là quy trình sản xuất 45 nm cho phép Intel tăng đáng kế số lượng transistor trên mỗi nhân mà không cần tăng kích thước khuôn.Công nghệ sản xuất mới này sử dụng loại chất liệu mới dựa trên hafnium với tính high-k cho chất điện môi, và kiểu kết hợp chất liệu kim loại mới cho điện cực gate. Điều này giúp tăng tần số xung nhịp bộ xử lý mà không cần tăng nhiệt lượng cũng như lượng điện năng sử dụng. Đây chính là lý do tại sao giới overclocker chắc chắn sẽ thích thú với những bộ xử lý này, bởi họ có thể sử dụng chúng để đạt những kỷ lục overclock mới. Công nghệ 45 nm còn được bổ sung một tập lệnh xử lý ứng dụng đa phương tiện SSE4.1 với 47 lệnh trong số 54 lệnh của tập lệnh SSE4 giúp cải thiện tốc độ tính toán, tăng tốc cho ứng dụng đa phương tiện, đồ họa hay biên tập, mã hóa video, bên cạnh những tập lệnh được "kế thừa" MMX, SSE, SSE2, SSE3, SSSE3 và EM64T

##### Đỉnh cao của máy tính để bàn năm 2007 - Bộ xử lý Core 2 Extreme
BXL dành cho game thủ sử dụng kiến trúc Core, có nhiều đặc điểm giống với BXL Core 2 như công nghệ sản xuất 65 nm và 45 nm, hỗ trợ các công nghệ mới Enhanced Intel SpeedStep Technology, Intel x86-64, Execute Disable Bit, Intel Active Management, Virtualization Technology, Intel Trusted Execution Technology... các tập lệnh MMX, SSE, SSE2, SSE3, SSE4.1, đặc biệt là không khoá hệ số nhân (Multiplier), đáp ứng nhu cầu ép xung của game thủ.
QX9650 (Quad Core 3.0 GHz, 12MB cache)
Như thường lệ, theo chiến lược kinh doanh của mình, Intel cũng sẽ phát hành phiên bản bộ xử lý cao cấp. Chúng ta sẽ cùng đến với bộ xử lý Core 2 Quad Extreme QX9650 mới, còn được biết đến với cái tên Yorkfield XE. Với tốc độ xung nhịp 3Ghz, QX9650 vẫn có hai khuôn (Die) riêng biệt như QX6850, chứa hai khuôn 107mm, mỗi khuôn gồm 6MB cache L2, tổng cộng là 12 MB cache L2! QX9650 có tốc độ 333Mhz x 9 với FSB 1333 với TDP 130W giống như QX6850! Cùng một lúc, cả hai CPU Core 2 đều được Intel ca tụng là những bộ xử lý "không chì" đầu tiên trên thế giới, một bước tiến dài tới việc đạt tiêu chuẩn RoHS Directive của EU, một điều mà toàn bộ ngành công nghiệp bán dẫn đang dần phải giải quyết do nguy cơ tích tụ chất thải máy tính độc hại quá cao.
Ngoài ra còn có một số cải tiến vi cấu trúc khác như hệ thống xử lý nhanh giúp tăng tốc độ câu lệnh SSE4 và thậm chí cả lệnh bổ sung cho SSE3, tăng tải tách dòng cache khiến tốc độ tải chưa sắp hàng và tốc độ lưu trữ tối ưu hoá cũng tăng, công nghệ tiết kiệm điện tiên tiến, cùng công nghệ tăng tốc cải tiến của Intel giúp việc thực hiện các phép tính đơn tuyến (Single-Thread) dễ dàng hơn. Đặc biệt nó là một trong số hiếm CPU được mở khóa hệ số nhân dòng ổ cắm 775 cho phép ép xung và chọn bất kỳ hệ số nhân xung nhịp CPU theo ý muốn là lý do khiến nó có giá vô cùng đắt đỏ. Hầu hết các CPU đều bị khóa hệ số nhân để chống ép xung và khó khăn cho việc ép xung khi chỉ có thể thay đổi tần số cơ sở và không tận dụng được hết sức mạnh của CPU, trong khi đó ép xung sử dụng hệ số nhân sẽ có lợi vì nó sẽ giảm điện năng tiêu thụ và dễ dàng cải thiện tốc độ mà không gặp những rắc rối so với khi điều chỉnh tần số cơ sở gây hại cho linh kiện nhiều hơn, cũng như là chiến lược kinh doanh của Intel để bóp hiệu năng thực tế của các vi xử lý lẽ ra phải có sức mạnh và xung nhịp ngang hàng với vi xử lí đàn anh, nhằm ra mắt những vi xử lý mới có tần số cao hơn để thể bán với giá cao trong khi giữ nguyên công nghệ (nm), điển hình là QX9650.

##### Intel Core i (9 thế hệ Nehalem, Sandy Bridge, Ivy Bridge, Haswell, Broadwell, Skylake, Kabylake, Coffelake,...)
Kể từ khi ra mắt, dòng CPU Intel Core I đã trải qua 8 thế hệ  là Nehalem, Sandy Bridge, Ivy Bridge, Haswell và Broadwell, Skylake, Kabylake và Coffelake. Thế hệ càng mới càng được nâng cấp khả năng xử lý và trang bị card đồ họa tích hợp mạnh hơn thế hệ trước. Thế hệ mới nhất cũng là thế hệ có hiệu năng mạnh mẽ cùng các công nghệ hiện đại nhất.
Hiện nay, CPU Intel Core i có 4 dòng sản phẩm với hiệu năng tăng dần là Core i3, Core i5, Core i7 và Core i9
Tất cả các vi xử lý dòng Core i3 đều có 2 nhân, bất kể là trên laptop hay máy để bàn. Vi xử lý Core i3 được hỗ trợ công nghệ đa luồng Siêu phân Luồng Hyper Threading, song lại không có Turbo Boost cho phép tự động ép xung vi xử lý khi chạy tác vụ nặng, tận dụng tối đa sức mạnh và khoảng trống về điện áp, nhiệt độ. Đến đời thứ 8 Coffee Lake, Intel đã bổ sung thêm 2 nhân, thành 4 nhân 4 luồng. Đặc điểm của dòng i3 có số lõi không nhiều, xung nhịp thấp, chỉ một vài vi xử lí được mở khóa hệ số nhân nhưng cũng đã gần đạt tới giới hạn nhiệt và có giá khá cao, tuy nhiên hiệu năng lại không có gì nổi bật.
Trong khi đó, Core i5 là một dòng sản phẩm trung cấp. Các chip Core i5 cho desktop phần lớn đều có 4 nhân (chỉ một số ít có 2 nhân) và đều có công nghệ Turbo Boost, song lại không có Hyper Threading. Core i5 trên laptop chỉ có 2 nhân song tất cả đều có cả hai công nghệ Turbo Boost và Hyper Threading. Đến đời thứ 8 Coffee Lake, Intel đã bổ sung thêm 2 nhân, thành 6 nhân 6 luồng.
Core i7 hiện tại là một sản phẩm tiệm cao cấp với hiệu năng mạnh mẽ cùng các công nghệ hiện đại. Tất cả các sản phẩm Core i7 đều có cả hai công nghệ Turbo Boost và Hyper Threading. Core i7 trên desktop có 4 hoặc 6 nhân. Core i7 trên laptop có thể có 2 hoặc 4 nhân. Đời thứ 8 Coffee Lake, Intel đã bổ sung thêm 2 nhân, thành 6 nhân 12 luồng và bây giờ là 8 nhân 8 luồng(đời 9).
Và dòng sản phẩm cuối cùng là Core i9. Tại New York, Intel đã chính thức ra mắt Core i thế hệ thứ 9 (Coffee Lake Refresh) cùng với nền tảng chipset Z390. Core i thế hệ 9 vẫn dùng tiến trình 14 nm ++. Bản chất Coffee Lake Refresh (Coffee Lake-R) vẫn là phiên bản cải tiến của Coffee Lake-S (Core I thế hệ 8 cho desktop phổ thông) và vẫn thuộc chu kỳ Optimize 14 nm ++. Về hiệu năng thì Intel cho biết Core i thế hệ 9 sẽ mang lại hiệu năng cao hơn từ 10 đến 35% tuỳ theo tác vụ so với thế hệ 8. Chẳng hạn như tăng hiệu năng 34% khi chỉnh sửa và trình xuất video bằng Premiere Pro. Một điểm mới mà thực ra không mới, chỉ là Intel sử dụng lại trên 3 phiên bản Core i thế hệ 9 trên là thiết kế STIM - Solid Thermal Interface Material. Nghe hoành tráng nhưng TIM vốn là một lớp keo truyền nhiệt cho đế chip bên dưới lên nắp tán nhiệt IHS nhưng lần này Intel hàn chết nắp IHS vào bo PCB thành ra đế chip sẽ tiếp xúc trục tiếp với nắp IHS và giữa 2 bề mặt này sẽ có một lớp chất rắn (nghe nói là vàng dù Intel chưa xác nhận) để giúp đế chip truyền nhiệt lên IHS nhanh hơn, từ đó tăng khả tản nhiệt, hỗ trợ OC và hoạt động với hiệu năng cao tốt hơn, công nghệ bán dẫn không có gì thay đổi. Với thiết kế keo tản nhiệt TIM kiểu cũ thì nhiều modder hay người dùng cao cấp đã tìm cách mở nắp IHS hay delid để thay thế bằng các giải pháp tản nhiệt khác để OC. Nó có 8 nhân, 16 luồng Turbo Boost đến 5 GHz. Core I thế hệ 9 tức Core i với đầu số 9 sẽ là Coffee Lake-R và Intel sẽ lần lượt ra mắt các phiên bản thay thế cho Core i thế hệ 8 hiện tại nhưng Intel đặc biệt tập trung vào phiên bản Core i9-9900K bởi con CPU này có nhiều cái đầu tiên trong lịch sử CPU dành cho người dùng phổ thông của Intel: 1 là việc nó là con CPU phổ thông đầu tiên có 8 nhân 16 luồng, trước đây chỉ có dòng HEDT và Xeon là có nhiều hơn 8 nhân; thứ 2, đây là CPU 8 nhân đầu tiên của Intel có xung nhịp mới ra lò lên đến 5 GHz (Turbo Boost) thay vì phải OC. Core i9-9900K không có phiên bản thay thế trực tiếp cho thế hệ trước, nó chỉ đơn thuần là con mạnh nhất Core i thế hệ 9 và Intel gọi đây là "Vi xử lý dành cho chơi game tốt nhất thế giới." Đặc điểm của các vi xử lý core i9 là nó được đặt tỉ lệ xung nhịp cao hơn các dòng trước gần mức giới hạn vật lý để hoạt động bình thường (xung nhịp, nhiệt, điện áp...) tuy được mở khóa hệ số nhân nhưng cũng không thể tận dụng được nhiều, nhưng công nghệ bán dẫn không khác các vi xử lí đời thấp hơn, được lắp nhiều tính năng nhất và tăng công suất tiêu thụ so với dòng i3, 5, 7. Qua đó có thể thấy được cách Intel sản xuất các CPU và phân dòng là bằng cách giảm bớt hay tăng thêm số lõi, xung nhịp, khóa hệ số nhân những CPU rẻ tiền để chống ép xung với lí do gây hư hỏng cho vi xử lý "không ép xung" mà trong khi đó công suất tiêu thụ rất thấp (~ 58-65W), mức nhiệt nằm trong vùng an toàn khoảng 30 °C nên người dùng phải bỏ tiền ra mua những vi xử lý cao cấp nếu muốn thêm hiệu năng mà không thể có được thêm 1 cách miễn phí thông qua ép xung. Kể từ vi xử lý thế hệ thứ 6 Intel đã tung ra các bản cập nhật microcode cho chipset bảng mẹ và vi xử lý vào BIOS của các hãng sản xuất bảng chủ để ngăn chặn hoàn toàn ép xung bằng cách chống lại việc thay đổi tần số cơ sở - con đường ép xung duy nhất với vi xử lý Intel bị khóa, không thể ép xung bằng hệ số nhân ngay cả CPU đã mở khóa ngoại trừ bảng mẹ dòng Z có thể tùy ý điều chỉnh hệ số nhân và BCLK với Intel không khóa. Đối với i9 ngưỡng nhiệt khi tải nặng lên tới 100 °C lõi silicon thì mới bị thermal throtling (điều tiết nhiệt) làm giảm xung và điện áp để nhiệt độ về mức an toàn, điều này hoàn toàn trái ngược với cảnh báo của Intel là những vi xử lý rẻ tiền rất dễ "hỏng" khi ép xung.
Các công nghệ đã áp dụng trên BXL Core i:
Công nghệ Turbo Boost
Turbo Boost là một tính năng chỉ có trên các vi xử lý Core i5 và i7 của dòng Intel Core i cho phép các vi xử lý tạm thời tự ép xung. Tính năng này giúp cho một vài nhân cần xử lý nặng hơn tự tăng xung nhịp của mình giúp tăng hiệu quả sử dụng điện năng và hiệu năng xử lý cho sản phẩm.
Hyper Threading Technology (HTT)
Hyper Threading Technology là công nghệ siêu phân luồng luồng (HT – Hyper Threading) giúp các nhân xử lý có thể giả lập thêm một nhân nữa để xử lý. Tính năng này giúp CPU có thể xử lý nhiều luống dữ liệu hơn số nhân thực có sẵn. Công nghệ này đã có trên tất cả các dòng và các thế hệ vi xử lý Intel Core i.
Các thế hệ của chip Intel Core i
Nehalem (Thế hệ đầu)
Kiến trúc Nehalem trên Core i được Intel thiết kế để thay thế kiến trúc Core 2 cũ, Nehalem vẫn được sản xuất trên quy trình 45 nm. Với Core i thế hệ Nehalem, Intel lần đầu tiên đã tích hợp công nghệ Turbo Boost cùng với Hyper Threading (công nghệ siêu phân luồng - HT) trên cùng một con chip giúp tăng hiệu năng đáng kể so với các thế hệ chip xử lý trước.
Sandy Bridge (Thế hệ thứ 2)
Sandy Bridge là người kế nhiệm kiến trúc Nehalem. Kiến trúc Sandy Bridge sử dụng quy trình 32 nm nhưng so với Nehalem GPU (nhân xử lý đồ họa) với CPU (bộ vi xử lý trung tâm) đã cùng được sản xuất trên quy trình 32 nm và cùng năm nằm trên một đế. Thiết kế này giúp giảm diện tích và tăng khả năng tiết kiệm điện nhờ CPU và GPU sẽ sử dụng chung bộ nhớ đệm.
Ngoài ra, năng lực mã hóa/giải mã video cũng được tăng đáng kể với tính năng Intel Quick Sync Video.Tính năng Turbo Boost cũng được nâng cấp với phiên bản 2.0.
Ivy Bridge (Thế hệ thứ 3)
So với Sandy Bridge, Ivy Bridge của Intel  đã sử dụng quy trình sản xuất mới 22 nm và sử dụng công nghệ bóng bán dẫn 3D Tri-Gate. Quy trình sản xuất mới giúp giảm diện tích đế mà vẫn tăng đáng kể số lượng bóng bán dẫn trên CPU.
Ivy Bridge còn tích hợp sẵn chip đồ họa hỗ trợ DirectX 11 như HD 4000, có khả năng phát video siêu phân giải và xử lý các nội dung 3D.
Haswell (Thế hệ thứ 4)
Thế hệ chip xử lý Haswell được tập trung vào những thiết bị "2 trong 1". Intel đã giảm kích thước vi xử lý Core cho phép sản xuất những mẫu ultrabook mỏng hơn, mà còn giúp cho ra đời những thiết bị 2 trong 1 (hay còn gọi là thiết bị lai giữa laptop và tablet) mỏng hơn. Chip quản lý nhiệt trên Haswell cũng giúp các thiết bị ultrabook chạy mát mẻ hơn.
Haswel cũng được Intel tuyên bố là sẽ tiết kiệm điện năng gấp 20 lần so với Sandy Bridge ở chế độ chờ trong khi hiệu năng đồ họa cũng tăng đáng kể. Bên cạnh việc nâng cấp từ chip đồ họa Intel HD 4000, Intel còn bổ sung thêm dòng chip đồ họa mạnh mẽ Iris/ Iris Pro dành cho các chip cao cấp.
Broadwell (thế hệ thứ 5)
Broadwell chính là phiên bản thu nhỏ của Haswell, nói là phiên bản thu nhỏ nhưng đây không phải là kích thước vật lý của con chip mà là sự thu nhỏ của các bóng bán dẫn tạo nên bộ não CPU.
Intel Broadwell sử dụng bóng bán dẫn có kích thước 14 nm, gần bằng 1 nửa so với haswell và chỉ bằng 1/5 so với thế hệ đầu tiên. Intel tự hào cho biết Broadwell hoạt động hiệu quả hơn haswell 30%, có nghĩa nó tiêu thụ điện ít hơn 30% nhưng mang đến hiệu năng cao hơn khi ở cùng một tốc độ xung nhịp. Intel Broadwell hứa hẹn sẽ tạo ra 1 cuộc cách mạng mới với các ưu điểm như: tiết kiệm PIN, nâng cao hiệu suất..... Dự kiến Intel sẽ chính thức đưa thế hệ CPU mới của mình vào các sản phẩm vào đầu năm 2015.
Skylake (thế hệ thứ 6)
Skylake là vi xử lý của Intel chạy trên tiến trình 14 nm như Broadwell. CPU Skylake sử dụng socket LGA1151 mới, nghĩa là sẽ không tương thích với các bo mạch chủ LGA1150 đang được sử dụng cho các bộ xử lý thế hệ thứ 4 (Haswell) và thứ 5 (Broadwell). Skylake hỗ trợ bộ nhớ RAM DDR4, nghĩa là RAM DDR3 xem như đã hết thời dù vậy, Intel đã bao gồm hỗ trợ DDR3 trong bộ điều khiển bộ nhớ mới tích hợp trong CPU Skylake, nhưng không phải là DDR3 có điện áp tiêu chuẩn mà là DDR3L. CPU Skylake nhanh hơn khoảng 10% so với Core i7-4790K, 20% so với Core i7-4770K và 30% so với Core i7-3770K. So với CPU thế hệ 4 (Haswell) thì Skylake nhanh hơn không đáng kể, nhưng với những ai đang dùng CPU thế hệ 3 (Ivy Bridge) thì đáng để suy nghĩ. Không tương thích với hệ điều hành Windows 7 trở xuống, dù vẫn có thể cài được nhưng chạy không ổn định.
Kabylake (thế hệ thứ 7)
Tiếp theo thế hệ CPU Skylake, Intel đã chính thức ra mắt dòng CPU thế hệ thứ 7 của mình với tên mã Kaby Lake. Đây vẫn là dòng CPU được sản xuất trên công nghệ 14 nm của Intel, nhưng đã được cải tiến đáng kể về hiệu năng xử lý đồ họa và tiết kiệm điện năng.
Intel cho biết, các CPU Kaby Lake sẽ tập trung rất nhiều vào khả năng xử lý đồ họa, đặc biệt là video với độ phân giải 4K, các video 360 độ và công nghệ thực tế ảo. Đồng thời hiệu năng xử lý các ứng dụng cũng được tăng lên 12%, còn hiệu năng duyệt web cao hơn 19% so với Skylake.
Công nghệ 14 nm được sử dụng để tạo ra các CPU Kaby Lake này được Intel cải tiến, và gọi là tiến trình 14 nm+. Thế hệ CPU mới này cũng sẽ được trang bị cho những chiếc laptop siêu mỏng, những chiếc tablet lai với chiều dày dưới 7mm.
Intel cũng tiết lộ thế hệ CPU mới này sẽ hỗ trợ tối đa cho các game thủ, với khả năng xử lý đồ họa mạnh hơn gấp 5 lần những chiếc PC ra mắt cách đây 5 năm. Đặc biệt là những chiếc laptop mỏng nhẹ cũng sẽ có khả năng xử lý những tựa game có yêu cầu khả năng xử lý đồ họa cao, như OverWatch.
Kết nối Thunderbolt 3 sẽ cho phép những chiếc laptop được trang bị CPU Kaby Lake có thể kết nối dễ dàng với card đồ họa rời gắn bên ngoài máy. Giúp tăng cường khả năng xử lý đồ họa trong game, hỗ trợ độ phân giải 4K và đón đầu công nghệ thực tế ảo.
Dòng CPU Kaby Lake cho máy tính để bàn có thể được ra mắt vào đầu năm 2017
Coffelake (thế hệ thứ 8)
Intel đã chính thức ra mắt các bộ vi xử lý thế hệ thứ 8 với tên mã Coffee Lake cho các hệ thống máy tính để bàn. Đây thực sự là cú phản đòn mạnh mẽ của Intel, sau một khoảng thời gian AMD chiếm lĩnh thị phần với các bộ vi xử lý Ryzen.
Theo những đánh giá đầu tiên của các chuyên gia công nghệ trên thế giới, CPU Intel Coffee Lake giống như một con quái vật. Mặc dù xung nhịp giảm xuống một chút, nhưng việc bổ sung thêm các lõi xử lý đã đem lại sự cải thiện đáng kể về hiệu năng. Tổng cộng có 6 bộ vi xử lý Intel Coffee Lake cho desktop vừa được ra mắt. Mạnh nhất chính là Core i7-8700K, với hiệu năng mạnh hơn 25% so với i7-7700K. Đặc biệt khả năng xử lý đa nhiệm, vừa chơi game vừa xử lý đồ họa streaming mạnh hơn 45% so với thế hệ trước.
Tất cả vẫn được sản xuất trên tiến trình 14 nm nhưng Coffee Lake sẽ khiến cho Kaby Lake phải "khóc thét" bởi những thay đổi quá lớn. Điển hình như việc dòng Core i3 thế hệ Coffee Lake đã có các phiên bản 4 nhân 8 luồng và xung nhịp cao (dù vẫn không hỗ trợ Turbo Boost), Core i5 và Core i7 giờ đây đều có các phiên bản 6 nhân, 4 nhân đã là xưa cũ. Chưa kể đến là bộ đệm L3 đều tăng theo số nhân, ít nhất là 6 MB trên Core i3 và tối đa 12 MB trên Core i7. Trong khi đó mức TDP cao hơn với 95 W cho các phiên bản hỗ trợ OC (dòng K) và 65 W tiêu chuẩn cho các phiên bản còn lại.
Core i7-8700K sẽ là flagship lần này, thay thế cho Core i7-7700K và được nâng cấp rất đáng kể với 6 nhân, 12 luồng và xung nhịp Turbo Boost 4,3 GHz trên tất cả các nhân
Về xung nhịp thì Core i7-8700K mặc dù có xung nhịp cơ bản thấp hơn so với Core i7-7700K (3,7 GHz so với 4,2 GHz) nhưng xung nhịp Turbo Boost tối đa (tính theo đơn nhân) cao hơn 200 MHz, hiệu năng xử lý đặc biệt là đối với các tác vụ cần xung nhịp cao như game sẽ được tăng cường. Core i7-8700K hỗ trợ OC và mức TDP tăng thêm 4 W thành 95 W, trong khi Core i7-7700K là 91 W. Ngoài xung nhịp thì Core i7-8700K có dung lượng bộ đệm L3 đến 12 MB trong khi các phiên bản Core i7 phân khúc phổ thông xưa giờ chỉ tối đa 8 MB.
Về việc hỗ trợ RAM thì vi điều khiển bộ nhớ tích hợp trên Core i7-8700K lẫn 8700 chạy mặc định DDR4-2666 MHz và hỗ trợ OC DDR lên 4400 MHz+. Như vậy chúng ta sẽ có thể khai thác các loại RAM xung cao và hỗ trợ OC tốt hơn với thế hệ vi xử lý này.
Thú vị nhất là ở phân khúc Core i5, dòng Core i5 giờ đây cũng rất "mô-đen" với 6 nhân, nhưng tiếc là Intel vẫn duy trì truyền thống cũ với Core i5 tức bao nhiêu nhân bấy nhiêu luồng (6 nhân 6 luồng thay vì 6 nhân 12 luồng). Core i5-8600K tượng tự sẽ thay thế Core i5-7600K, phiên bản này cũng hỗ trợ OC và bộ đệm L3 tăng thành 9 MB từ 6 MB của phiên bản trước và TDP tăng thêm 4 W.
Xung nhịp của Core i5-8600K cũng có sự chênh lệch, xung cơ bản thấp hơn 200 MHz và Turbo Boost tối đa cao hơn 100 MHz so với Core i5-7600K. Mức chênh lệch này không nhiều nhưng nếu nhìn vào Core i5-8400 thì sẽ thấy mức chênh đáng kể hơn với Turbo Boost tối đa đến 4 GHz, trong khi phiên bản Core i5-7400 tối đa chỉ 3,5 GHz, chênh lệch đến 500 MHz nhưng TDP vẫn là 65 W.
Với những anh em có hầu bao không quá nhiều thì Core i3 vẫn là sự lựa chọn tốt nhất khi ráp máy và lần này với thế hệ Coffee Lake thì việc lựa chọn Core i3 sẽ còn giá trị hơn ở tầm giá gần $200.
Cả ba phiên bản được Intel tiết lộ đều là vi xử lý 4 nhân và đặc biệt lại hỗ trợ đa luồng như anh lớn Core i7 và xung nhịp lên đến 4 GHz dù không hỗ trợ Turbo Boost như truyền thống xưa nay. Core i3-8350K thay cho Core i3-7350K, hiện là phiên bản cao cấp nhất ở dòng Core i3 với 4 nhân 4 luồng, xung nhịp ở 4 GHz và có đến 8 MB, gấp đôi. Nếu không tính đến Turbo Boost thì thông số của Core i3 thế hệ 8 này không khác gì các phiên bản Core i7 dòng K. Dĩ nhiên với những con số mát ruột như vậy thì Core i3-8350K có TDP cao hơn hẳn, 95 W trong khi phiên bản tiền nhiệm chỉ 60 W. Core i3-8300 có thông số tương tự Core i3-8350K, không hỗ trợ OC và TDP thấp hơn với 65 W.
Phiên bản phổ thấp nhất là Core i3-8100 và so với Core i3-7100 vốn được nhiều người ưa chuộng thì thông số của nó đủ khiến mọi người chờ đợi với 4 nhân 4 luồng, xung nhịp 3,6 GHz và 6 MB bộ đệm, TDP 65 W.
Cách phân biệt các dòng CPU Core i qua tên gọi
Với nhiều thế hệ CPU Core i, người dùng có thể dễ dàng phân biệt được các thế hệ sản phẩm này thông qua cách đặt tên của Intel. Cách đặt tên cho dòng CPU Intel Core i có thể thông qua công thức sau:
Tên bộ xử lý = Thương hiệu (Intel Core) + Tên dòng CPU – Số thứ tự thế hệ (Thế hệ 1 không có ký tự này) + SKU + Ký tự đặc điểm sản phẩm.
Ví dụ: CPU Core i Nehalem (Thế hệ 1) tên gọi sẽ có dạng:
Intel Core i3 - 520M, Intel Core i5 - 282U...
Ý nghĩa của một số ký tự cuối của tên sản phẩm, sắp xếp hiệu năng từ cao đến thấp (Ngoài ra còn số ký tự khác):
HQ (chip HQ): Chip 4 nhân 8 luồng, cho hiệu năng cao cấp, thường được sử dụng trong các laptop chơi game hoặc sử dụng đồ họa nặng.
M (Chip M): Đây là CPU dành cho các Laptop thông thường có xung nhịp cao và mạnh mẽ, 2 nhân 4 luồng Hyper-Threading (Hiện tại Intel không còn sản xuất mã chip M).
U (Chip U): Đây là CPU tiết kiệm năng lượng thường có xung nhịp thấp, chỉ có 2 nhân 4 luồng Hyper-Threading, được sử dụng trên các sản phẩm chú trọng đến việc tiết kiệm năng lượng. Tuy nhiên đến đời thứ 8 Coffelake (Kabylake Refresh) Intel đã bổ sung thêm 2 nhân, thành 4 nhân 8 luồng (Ví dụ Core i5 8250U); xung nhịp được nâng cao ngang ngửa chip HQ (Ví dụ i7 8550U 4 nhân 8 luồng, xung mặc định chỉ 1.8 GHz nhưng xung nhịp Turbo Boost lên đến 4 GHz). Có thể nói hiệu năng chip U thế hệ thứ 8 Coffelake (Kabylake Refresh) mạnh hơn 20 đến 30% so với chip U thế hệ thứ 7 Kabylake, mà vẫn đảm bảo tiết kiệm năng lượng.